# Helsinki záróokmány

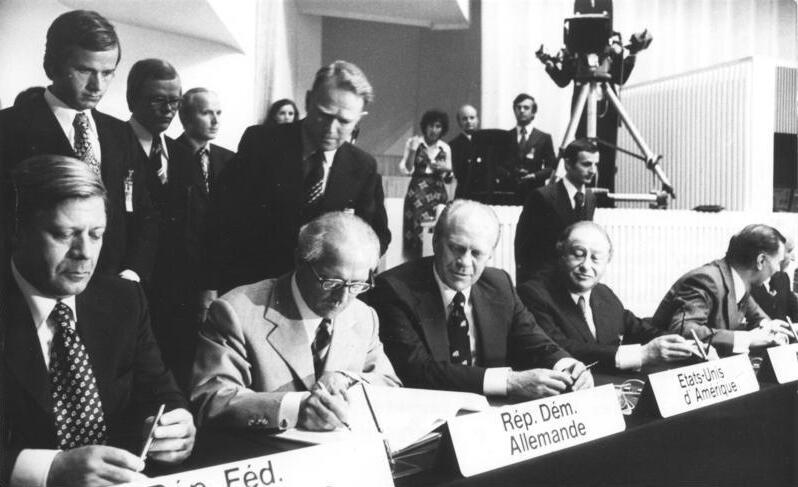
Helmut Schmidt, Erich Honecker, Gerald Ford és Bruno Kreisky aláírják a helsinki záróokmányt

A helsinki záróokmány az Európai Biztonsági és Együttműködési Értekezlet (EBEÉ, az EBESZ elődszervezete) országai által 1975. augusztus 1-jén aláírt dokumentum.

## A helsinki folyamat
Az EBEÉ első, Helsinkiben megtartott konferenciáján 35 ország által aláírt okmány nem szerződés, hanem politikai kötelezettségvállalásokat tartalmazó egyezmény. Az EBEÉ-t, illetve annak 1975 és 1990 között megtartott találkozóit nevezik helsinki folyamatnak, amelyeken többek között politikai normákat dolgoztak ki az emberi és kisebbségi jogok területén, illetve fegyverzetkorlátozási megállapodások (lásd CFE) születtek.

## A három kosár
A dokumentum három fő kérdéskörre (kosárra) oszlik: 
1. Az európai biztonsággal kapcsolatos kérdések.
2. Együttműködés a gazdaság, a tudomány, a technika és a környezetvédelem területén.
3. Együttműködés humanitárius és egyéb területeken (emberi jogok néven vált ismertté ez a kosár)

Az első kosár tartalmazta a részt vevő tagállamok egymás közti kapcsolatait, illetve a tagállamok és állampolgárai közötti viszonyt szabályozó 10 alapelvet, más néven helsinki dekalógot.
1. Szuverén egyenlőség, a szuverenitásban foglalt jogok tiszteletben tartása.
2. Tartózkodás az erőszaktól vagy az erőszakkal való fenyegetéstől.
3. A határok sérthetetlensége.
4. Az államok területi integritása.
5. A viták békés rendezése.
6. A belügyekbe való be nem avatkozás.
7. Az emberi jogok és az alapvető szabadságjogok tiszteletben tartása, beleértve a gondolat, a lelkiismeret, a vallás és a meggyőződés szabadságát.
8. A népek egyenjogúsága és önrendelkezési joga.
9. Az államok közötti együttműködés.
10. A nemzetközi jogi kötelezettségek jóhiszemű teljesítése.

## A helsinki mozgalom
A helsinki mozgalom a helsinki záróokmány (1975) aláírása után bontakozott ki a Szovjetunióban: a Moszkvai Helsinki Csoport 1976-ban azzal a céllal jött létre, hogy nyomon kövesse, illetve számonkérje a szovjet kormányon a záróokmányban foglalt jogok érvényesülését. A csoport tagjait, Jurij Orlovot, Ludmilla Alekszejevát, és társaikat bebörtönözték, majd az ország elhagyására kényszerítették. Kezdeményezésük nyomán 1978-ban az Egyesült Államokban alakult meg a Helsinki Watch (Helsinki Jogőr), amely valamennyi aláíró országban (európai országok, USA, Kanada) figyelemmel kísérte az emberi jogok érvényesülését. Ezt követően sorra alakultak a helsinki bizottságok Nyugat-Európában, majd Kelet- és Közép-Európa, illetve a volt Szovjetunió országaiban. Az Emberi Jogok Nemzetközi Helsinki Szövetsége 1983-ban kezdte meg működését Bécsben. A magyar demokratikus ellenzék az 1980-as évek eleje óta kapcsolatban állt a helsinki mozgalommal, mindenekelőtt az amerikai Helsinki Watch-csal. A Magyar Helsinki Bizottság 1989-ben alakult meg.